# Phan Văn Tài Em
Phan Văn Tài Em, né le 23 avril 1982 à Châu Thành au Viêt Nam, est un footballeur international vietnamien, reconverti entraîneur. Il évoluait au poste de milieu offensif.

## Biographie
C'est en 2002, à l'occasion de la Tiger Cup 2002 (Coupe d'Asie du Sud Est) qu'il fait ses débuts sous le maillot national. L'année 2005 est celle de la consécration pour Phan Văn Tài Em, il remporte le championnat du Viêt Nam avec son club et est élu Ballon d'or 2005 du Viêt Nam. L'année 2006 est encore meilleure que la précédente puisqu'il réalise le doublé championnat/coupe.
Victime d'une blessure, il ne peut participer à la Coupe d'Asie du Sud-Est 2007. Lors du match contre le Japon comptant pour la dernière journée des phases de poules de la Coupe d'Asie 2007, sa tête est déviée par le Japonais Keita Suzuki qui permet l'ouverture du score vietnamien, mais le Viêt Nam perd le match sur le score de 4 buts à 1. L'équipe parvient toutefois à se qualifier pour les quarts de finale de la compétition, où le Viêt Nam est sorti par l'Irak (0-2), futur vainqueur du tournoi.
Phan Văn Tài Em représente au même titre que Lê Công Vinh ou Nguyễn Minh Phương un des joueurs les plus talentueux du Viêt Nam.

## Palmarès
Phan Văn Tài Em remporte le championnat  en 2005 et 2006 avec Long An. Il réussit, en 2006, le doublé en gagnant la Coupe du Viêt Nam. Il est élu meilleur joueur du championnat en 2005.
Avec la sélection, il est quart-de-finaliste de la Coupe d'Asie des nations en 2007 avec le Viet Nam et demi-finaliste de la Coupe d'Asie du Sud Est en 2007. Il est également finaliste de la King's Cup en 2006 avec l'équipe nationale.
Il est également finaliste des Jeux d'Asie du Sud-Est en 2005 avec le Viêt Nam U23 et avec cette sélection, il est vainqueur, la même année, de l'Agribank Cup et de la LG Cup.